# Leïla Menchari
Leïla Menchari (arabisch ليلى المنشاري; geboren 27. September 1927 in Tunis; gestorben 4. April 2020) war eine tunesisch-französische Schaufenstergestalterin. Über 50 Jahre lang dekorierte sie die Schaufenster des Geschäfts von Hermès in Paris, 24 Rue du Faubourg Saint-Honoré. Sie galt als die „Königin der Schaufenster“.

## Werdegang
Leïla Menchari entstammte einer gebildeten Familie von Landbesitzern; ihr Ururgroßvater war der letzte Sultan von Touggourt. Ihre Mutter Habiba war Justizangestellte und Frauenrechtlerin. Sie war eine der ersten Frauen, die in Tunesien den Schleier ablegten, der Vater ein bekannter Rechtsanwalt. Leïla Menchari hatte – im Gegensatz zu anderen Mädchen ihres Alters – eine freie Kindheit, trieb Sport und durfte ins Kino gehen. Auf einem Spaziergang in Hammamet im Alter zehn Jahren lernte sie das Künstler- und Sammler-Ehepaar Violet und Jean Henson und deren Garten kennen, wodurch sie inspiriert wurde, sich mit Kunst zu beschäftigen, wie sie später berichtete.
Menchari studierte Malerei an der Kunsthochschule für bildende Künste in Tunis und an der École des Beaux-Arts Paris; einer ihrer Kommilitonen war der spätere Modeschöpfer Azzedine Alaïa, der wie sie nach Paris ging und mit dem sie ihr Leben lang befreundet blieb. Sie arbeitete als Model für den Modedesigner Guy Laroche. Nach dem Tod ihrer Mutter wollte Menchari ihr Tribut zollen und gab diese Tätigkeit auf: Sie wolle nicht mehr ihren Lebensunterhalt damit verdienen, einen „Clown auf dem Laufsteg zu spielen, den alle anstarren“.
1961 trat Leïla Menchari in das Dekorationsteam von Annie Baumel bei Hermès ein. Ihre erste Dekoration war die für das Parfüm Calèche, für das Menchari eine vereiste Kutsche aus Muranoglas entwarf, die von Seepferdchen und in einem späteren Entwurf von Libellen gezogen wurde.
1978 trat Menchari die Nachfolge von Annie Baumel an und kreierte bis 2013 vier Mal im Jahr die wechselnden Dekorationen in den zwölf Quadratmeter großen Schaufenstern, leitete das Comité couleurs de la soie und entwarf auch Schals. Sie schuf „phantastische Bilderwelten“. Dabei prägte sie nicht nur die Ästhetik von Hermès, sondern auch die Art und Weise, wie Modehäuser seitdem ihr Image gestalten.
Leïla Menchari starb im April 2020 im Alter von 92 Jahren an den Folgen einer COVID-19-Infektion. Hermès würdigte ihr Wirken mit den Worten, sie sei „seit langem die treibende Kraft hinter dem Farbenreichtum des Hauses“ gewesen. Mit „ihrer Eleganz und ihrem außergewöhnlichen Sinn für Nuancen“ habe sie ein Vermächtnis hinterlassen, das sich in der Seidenkollektion für Damen widerspiegele. „Sie hat uns gelehrt, die Welt durch das Prisma der Farbe zu betrachten. Sie war eine unvergleichliche Geschichtenerzählerin, die die Welt verzauberte.“ Die Journalistin Y-Jean Mun-Delsalle schrieb in ihrem Nachruf auf Menchari im Wirtschaftsmagazin Forbes: „Sie hat die Kunst der Schaufensterdekoration auf ein neues Niveau gehoben, mit einer Ästhetik, die Ost und West miteinander verbindet und Schönheit, Luxus und Sinnlichkeit ausstrahlt.“

## Ehrungen
1998 wurde Leïla Menchari vom tunesischen Staatspräsidenten zum Commandeur de l'ordre de la Republique Tunisienne ernannt und 1995 zum Chevalier de l’ordre du mérite von Frankreich. Für ihren Beitrag zum kulturellen Einfluss Tunesiens in der Welt erhielt sie die Goldene Dido, die höchste Auszeichnung, die in Tunesien an eine Frau vergeben wird.
Im Jahr 2017 wurde Leïla Menchari mit einer Ausstellung im Pariser Grand Palais unter dem Titel Hermès à tire-d'aile, les Mondes de Leïla Menchari (Hermès auf Flügeln. Die Welten der Leïla Menchari) gewürdigt. 2021 wurde sie in die Liste Portraits de France aufgenommen, mit der die französische Regierung 318 Persönlichkeiten aus den Überseegebieten, den ehemaligen Kolonien oder mit Migrationshintergrund ehrt.